# عبد الواحد الرشيد

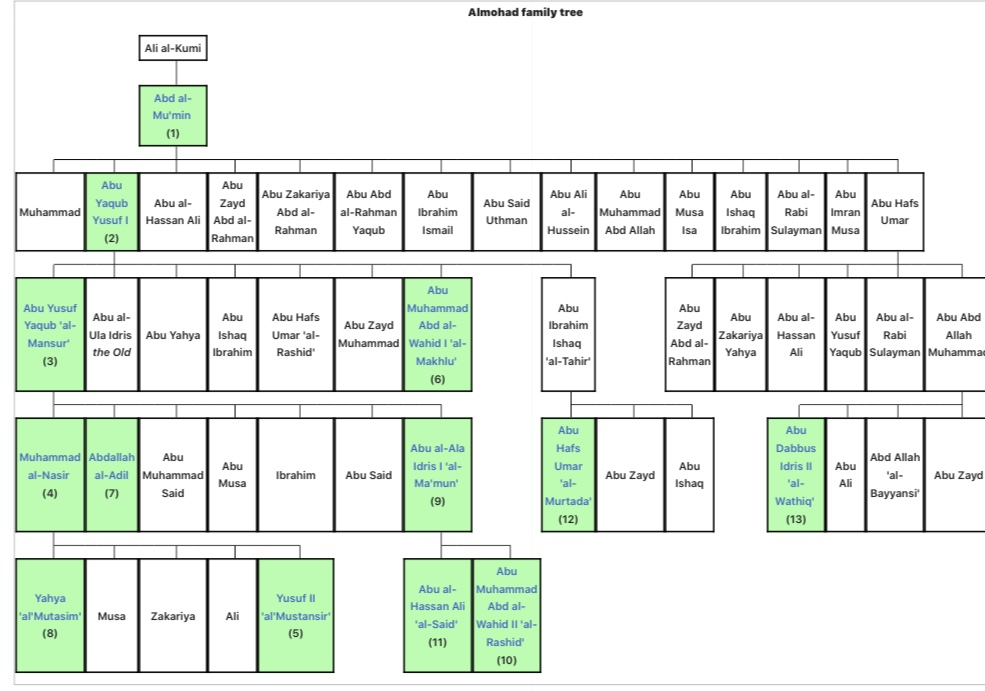
سلالة الموحدين

أبو محمد الرشيد عبد الواحد بن المأمون (توفي 9 جمادى 640 هـ / 4 نوفمبر 1242) خليفة موحدي حكم المغرب الأقصى والأوسط والأندلس بين 1232 – 1242.

## مسيرته
أبوه هو المأمون أبو العلى، الذي ثار عليه أخوه أبو موسى عمران بن يعقوب أمير سبتة فتوجه لقتاله وحاصره، وفي غيابه بهذا الحصار عاد ابن أخيه يحيى ومعه جموع من العرب والبربر ودخلوا مراكش وعاد المأمون مسرعا ومات في الطريق سنة 630 هـ. وبُويع عبد الواحد بعد وفاة والده ولُقِّبَ بالرشيد مع خلاف ابن عمِّه يحيى لَهُ.
في عهده تولى يغمراسن بن زيان حكم إقليم تلمسان الذي كتب له الخليفة بالعهد على ولاية المغرب الأوسط.
ثار ابن وقاريط بقومه وأخذ بدعوة يحيى بن الناصر فاستنفرت له قبائل الموحدين ونهض إليهم الرشيد سنة 631 هـ واستخلف على مراكش صهره أبا العلى إدريس وصعد إليهم الجبل فأوقع بيحيى وجموعه بمكانهم من هزرجة واستولى على معسكرهم ولحق يحيى ببلاد سجلماسة وانكفأ الرشيد راجعا إلى عاصمته واستأمن له كثير من الموحدين الذين كانوا مع يحيى بن الناصر فأمنهم ولحقوا بحضرته، وكان كبيرهم أبو عثمان سعيد بن زكريا الكدميوي وجاء الباقون على أثره بسعيه بعد أن اشترطوا على الرشيد إعادة الطقوس التي أزالها والده المأمون من رسوم المهدي فأعيدت وقدم فيهم أبو بكر بن يعزى التينمللي رسولا عن يوسف بن علي بن يوسف شيخ تينملل ومحمد بن يوزيكن الهنتاني رسولا عن أبي علي بن عزوز ورجعا إلى مرسليهما بالقبول فقدما على السلطان في مراكش وقدم معهم موسى بن الناصر أخو يحيى وكبيره وجاء على أثرهم أبو محمد ابن أبي زكريا وقاموا باسترجاع رسوم الدعوة المهدية، فبدأ الرشيد يقيم الخطبة بذكر المهدي بن تومرت، ليستميل بذلك قلوب الموحدين.

### الأندلس
منح عبد الواحد الرشيد الإشبيليين عام 637 هـ حق اللجوء إلى المغرب حسب ظهير حرره قاضي الرباط آنذاك أبو المُطرِّف بن عميرة المخزومي، ولعل ذلك كان بسبب انضمام الإشبيليين إلى المولى الرشيد عام 635 هـ عندما حاول الأمير الأندلسي محمد بن يوسف بن هود اقتحام مصب أبي رقراق. وقد تخللت هذه الفترة أحداث جرفت بالأندلس بعد سقوط قرطبة سنة 633 هـ وبداية مضايقة سواحل الريف من طرف المراكب الإسبانية.
كما كتب بن سبعين المسائل الصقلية بأمر من الخليفة الرشيد.

### الخلط
قام عمر بن وقاريطر بإغراء مسعود بن حمدان الخلطي على التمرد، وهو كبير قبيلة الخلط العربية الذين كانت قواتهم يومئذ تناهز إثني عشر ألفا، فأغره ذلك، وتثاقل في الذهاب إلى أداء الطاعة، وتمرد على السلطان. فأعمل الرشيد حيلة لاستدعائه، فأبعد جيشه إلى باجة كي يطمئن الآخر، فاستقدمه بحضرة مراكش وقدم معه معاوية وهو عم عمر بن وقاريط فقبض عليه وقتله واستدعى مسعود بن حمدان إلى المجلس الخلافي للحديث فقبض عليه هو كذلك ومعه أصحابه فقتلوا ساعتئذ، وبعد أن قضى الرشيد حاجته فيهم استقدم وزيره وعساكره من باجة فقدموا. ولما بلغ خبر مقتلهم إلى قومهم عينوا عليهم يحيى بن هلال بن حمدان واستقدموه من مكانه بقاصية الصحراء. وساندهم في ذلك عمرو بن وقاريط، فقاموا بالزحف لحصار مراكش وخرجت عساكرها لقتالهم ومعهم عبد الصمد بن يلولان واشتبكوا مع ابن وقاريط، فتفاقم أمر ساكنة مراكش بسبب انعدام المؤن.
فعزم الرشيد الخروج إلى جبال الموحدين وسار منها إلى سجلماسة فملكها واشتد الحصار على مراكش وافتتحها يحيى بن الناصر وقومه من هسكورة وعرب الخلط فسيطروا على عاصمة الخلافة. وتغلب على السلطان أبو إبراهيم بن أبي حفص الملقب بأبي حاقة. وفي سنة 633 هـ تجهز وخرج السلطان الرشيد من سجلماسة يقصد مراكش وخاطب جرمون بن عيسى وقومه من بني سفيان فأجازوا واد أم الربيع وبرز إليه يحيى في جموعه والتقى الفريقان فانهزمت جموع يحيى واستحر القتل فيهم ودخل الرشيد إلى حضرة مراكش منتصرا.

### وفاته
يوم الخميس تاسع جمادى سنة 640 هـ وجد غريقا في أحد بساتينه بحضرة مراكش، وأخرج من الماء حيا فحم لوقته ومات، وذكر المؤرخ أكنسوس أن غرق الرشيد كان في البركة الكبرى التي بدار الهناء من أجدال اليوم التي كانت تسمى بالبحر الأصغر لأن ملوك بني عبد المؤمن الذين أنشؤوها كانوا يرسلون فيها الزوارق والفلك الصغار بقصد النزهة والفرجة.

## وصلات خارجية
- كتاب: تاريخ ابن خلدون المسمى بـ «العبر وديوان المبتدأ والخبر في أيام العرب والعجم والبربر ومن عاصرهم من ذوي السلطان الأكبر» (نسخة منقحة) نداء الإيمان.